# Rolf Blättler
Rolf Blättler (Uster, 24 de octubre de 1942-Minusio, 12 de marzo de 2024) fue un futbolista y entrenador de fútbol suizo que jugó en las posiciones de centrocampista y delantero.

## Carrera

### Club
| Periodo   | Club           |
| --------- | -------------- |
| 1963-1969 | Grasshopper CZ |
| 1969-1971 | FC Lugano      |
| 1971–1972 | FC Basel       |
| 1972–1977 | FC St. Gallen  |
| 1977–1979 | FC Luzern      |
| 1979      | FC Locarno     |

### Selección nacional
Blättler debuta con Suiza el 22 de octubre de 1966 en una derrota por 0-1 ante Bélgica en un partido amistoso jugado en el Olympiastadion en Brujas. Anotó sus primeros dos goles con la selección nacional el 24 de mayo de 1967 en la victoria por 7—1 ante Rumania. Jugó en 28 ocasiones con la selección nacional y anotó 12 goles hasta su retiro internacional en 1973.

### Entrenador
| Periodo   | Club         |
| --------- | ------------ |
| 1979–1984 | FC Locarno   |
| 1984      | Suiza sub-23 |
| 1984-1986 | Suiza sub-21 |

## Muerte
Blättler murió en Minusio el 12 de marzo de 2024 a los 81 años a causa de una enfermedad.

## Logros

### Club
- Nationalliga A: 1971–72

### Individual
- Goleador de la Nationalliga A: 1965, 1966, 1967